# باول ووكر (لاعب كرة قدم)
باول ووكر (بالإنجليزية: Paul Walker)‏ (17 ديسمبر 1960 في المملكة المتحدة - ) هو لاعب كرة قدم بريطاني في مركز الوسط. لعب مع نادي برينتفورد ونادي رينجرز ‏.

## وصلات خارجية
- بول ووكر على موقع قاعدة بيانات كرة القدم.إي يو (الإنجليزية)
- بول ووكر على موقع قاعدة بيانات كرة القدم.إي يو (الإنجليزية)
- بول ووكر على موقع قاعدة بيانات كرة القدم.إي يو (الإنجليزية)